# Norbert Winterstein
Norbert Winterstein (* 12. Dezember 1931 in Alt-Sivac, Vojvodina, Königreich Jugoslawien) ist ein ehemaliger hessischer Politiker (SPD), Oberbürgermeister in Rüsselsheim und Abgeordneter des Hessischen Landtags. Er ist mit der ehemaligen Vizepräsidentin des Hessischen Landtags Veronika Winterstein verheiratet.

## Ausbildung und Beruf
Norbert Winterstein studierte nach dem im Jahr 1962 in Darmstadt abgelegten Abitur Rechtswissenschaften an der Universität Frankfurt. Nach dem Studium arbeitete er als Beamter im hessischen Staatsdienst.

## Politik
Norbert Winterstein ist Mitglied der SPD.
Seit 1960 war er Mitglied im Kreistag des Main-Taunus-Kreises und führte dort von 1964 bis 1981 die SPD-Fraktion. Mitglied der Regionalen Planungsgemeinschaft Untermain, Umlandverband Frankfurt (Fraktionsvorsitzender).
Seit dem 15. Januar 1965 war Winterstein Bürgermeister von Hattersheim. Am 29. Oktober 1981 wurde er zum Oberbürgermeister von Rüsselsheim gewählt. Nach der Einführung der Direktwahlen für Bürgermeister in Hessen musste er sich 1993 nach zwei Wahlperioden erstmals direkt dem Wähler stellen. Landesweites Aufsehen erregte, dass er am 18. Juli 1993 die Stichwahl gegen Otti Geschka (CDU) verlor und damit erstmals die Union in der SPD-Hochburg Rüsselsheim den Oberbürgermeister stellte.
Vom 1. Dezember 1966 bis zum 30. November 1970 war Winterstein Mitglied des Hessischen Landtags.
Er war 1969 in Berlin Mitglied der 5. Bundesversammlung.

## Sonstige Ämter
- 1994 bis 1996 in der EU-Administration in Mostar (Bosnien-Herzegowina), Head of City-Administration
- 1997 bis 2001 Beauftragter der Hessischen Landesregierung für Wiederaufbauprojekte und die freiwillige Rückführung der Flüchtlinge aus Ex-Jugoslawien
- September 2003 bis Januar 2004 Chairman of the Commission for reforming the City of Mostar established by the High Representative Paddy Ashdown
- 2004 Head of the General Service Integration Team for an new City Administration establisced by the Mayor and Deputy Mayor of Mostar and the High Representative
- 2006 war Norbert Winterstein im Auftrag des internationalen Verwalters in Bosnien-Herzegowina, Christian Schwarz-Schilling Sondergesandter für die südbosnische Stadt Mostar

## Ehrungen
- 1978: Verdienstkreuz 1. Klasse der Bundesrepublik Deutschland[2]
- 1996: Hessischer Verdienstorden
- 2002: Großes Bundesverdienstkreuz